# Ermershausen
Ermershausen est une commune de Bavière (Allemagne), située dans l'arrondissement de Hassberge, dans le district de Basse-Franconie.